# プラウエン
座標: 北緯50度29分 東経12度07分 / 北緯50.483度 東経12.117度

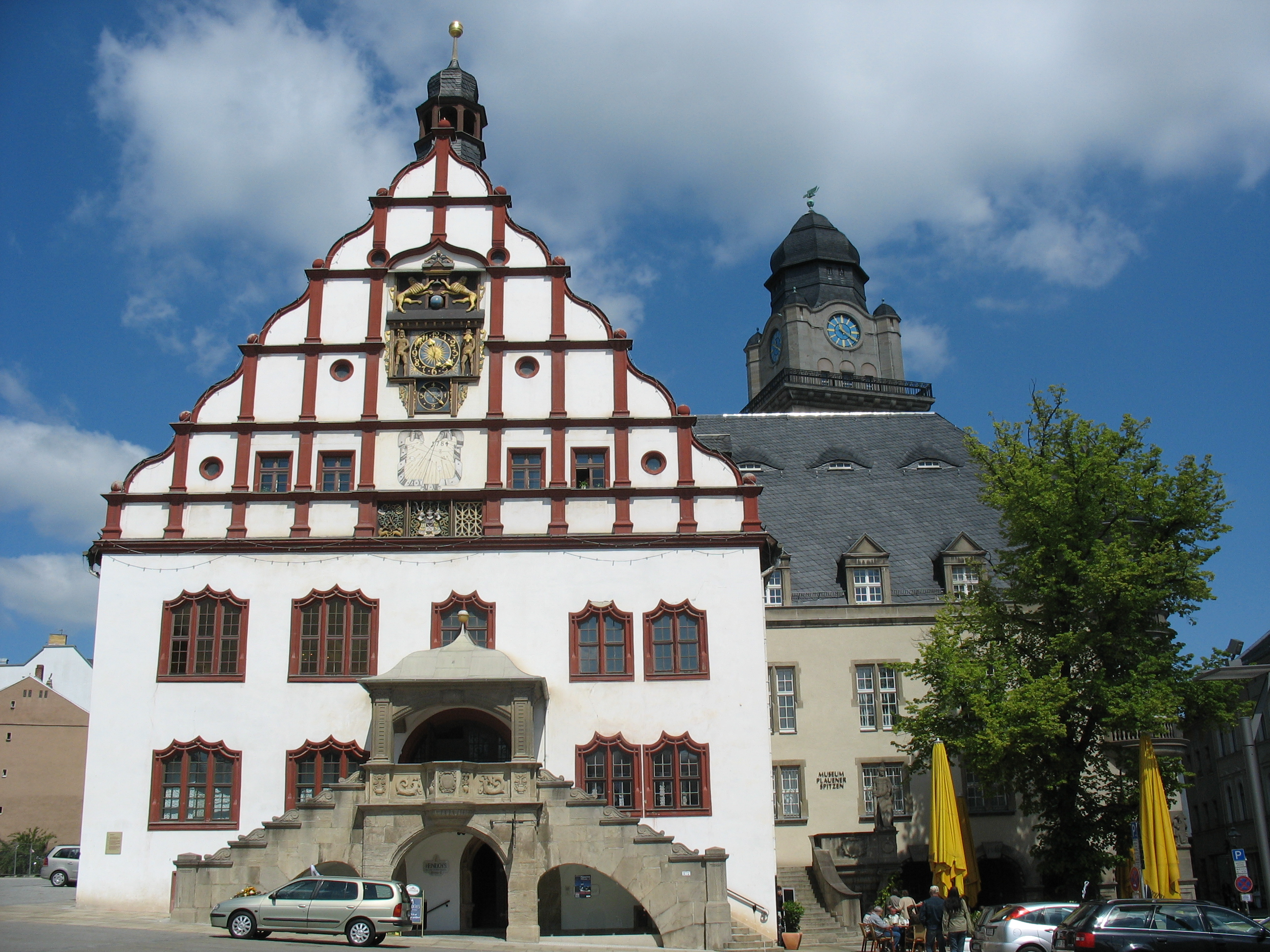
旧市庁舎

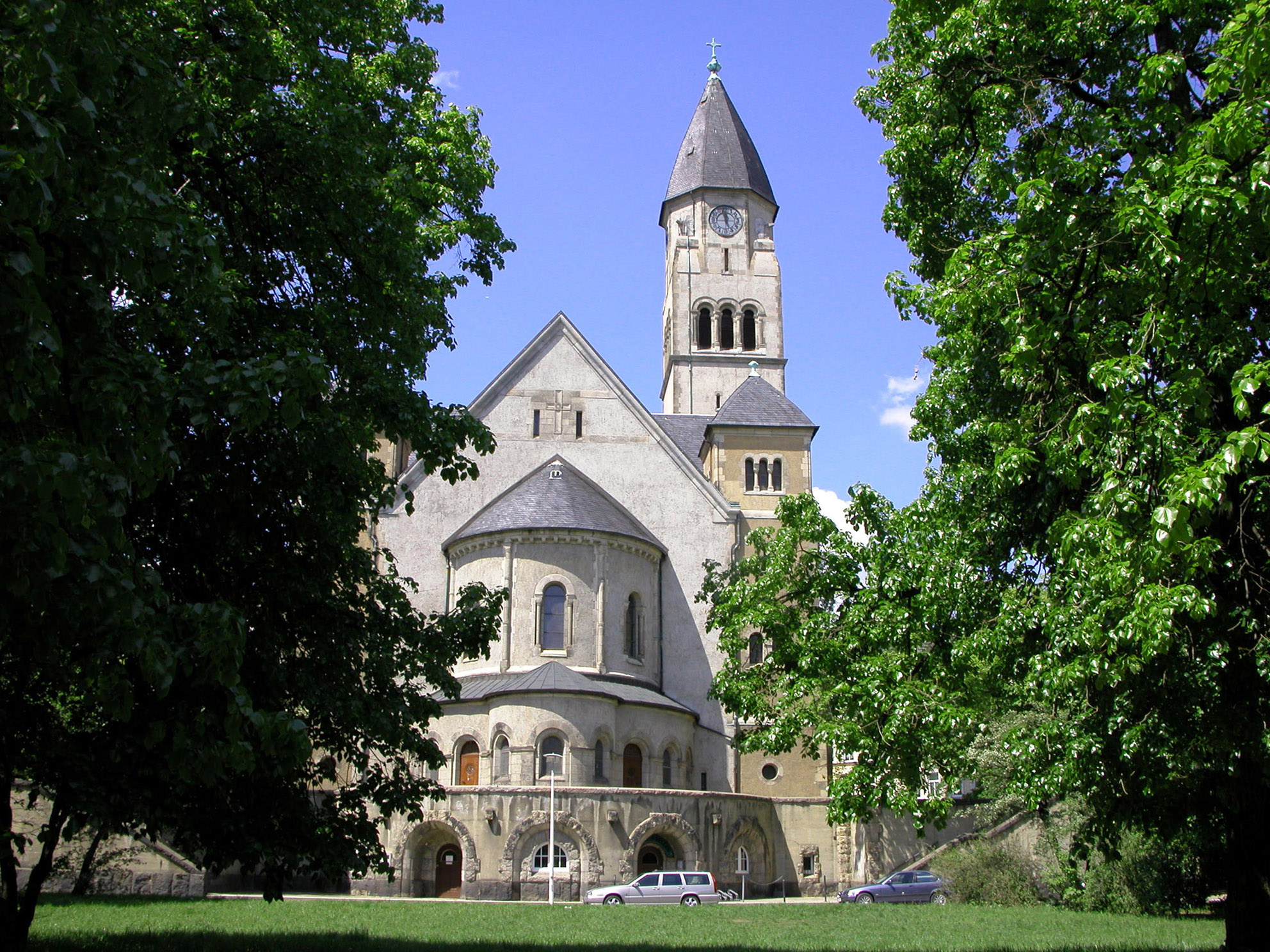
聖マルクス協会

プラウエン（ドイツ語: Plauen）は、ドイツ連邦共和国のザクセン州に属する都市である。人口は約65,000人である。
大部分の住民は高地ドイツ語のうち上部ドイツ語に属する上部フランケン語（東フランケン語）を使用する。

## 地勢・産業
エルツ山地に近い丘陵地帯に位置し、広義的なフランケン地方東北部に属する。レース、カーテンなどの繊維産業が盛ん。とりわけ、レースは「プラウエンレース」と称され、パリ国際展示会でグランプリを獲得したこともある。チェコとの国境に近く、最も近い箇所で約20キロほど。近隣の都市としては、約35キロ北東にツヴィッカウ、40キロ東にアウエが位置している。

## 歴史
1122年、史料上でプラウエンの存在が確認されている。1224年頃に都市特権を得て、同世紀中に新市街も建てられた。中世後期より繊維産業が発展した。第二次世界大戦では、街の四分の三程度が空爆によって破壊された。東西ドイツ統一後、西側への人口流出が進み、20世紀初頭には10万人以上いた人口が、6万人台にまで減少している。

## 交通

### 鉄道
世界最大級の石造鉄道橋であるゲリュチュタール橋が街の郊外にある。
ドイツ鉄道（DB）
- ライプツィヒ - ホーフ線
  - プラウエン上駅（ドイツ語版）
- プラウエン - ヘブ線
  - プラウエン上駅 - プラウエン西駅 - プラウエン=シュトラースベルク駅
- ゲーラ南 - ヴァイッシュリッツ線（ドイツ語版）
  - プラウエン中駅

プラウエン市電

## 姉妹都市
- ジーゲン（ドイツ）
- アッシュ（チェコ）
- ツェグレード（ハンガリー）
- シュタイアー（オーストリア）
- ホーフ（ドイツ）
- パビアニッツェ（ドイツ語版）（ポーランド）
- シャウレイ（リトアニア）

## 出身者
- クリス・レーヴェ - サッカー選手
- ゲオルク・ザムエル・デルフェル - 天文学者
- エドゥアルト・フリードリヒ・ペーピッヒ - 植物学者
- カール・リヒター - 指揮者

## 引用
1. ↑  Bevölkerung der Gemeinden Sachsens am 31. Dezember 2023 – Fortschreibung des Bevölkerungsstandes auf Basis des Zensus vom 9. Mai 2011 (Gebietsstand 01.01.2023)